# Irak na Mistrzostwach Świata w Lekkoatletyce 2019
Irak na Mistrzostwach Świata w Lekkoatletyce 2019 – reprezentacja Iraku podczas mistrzostw świata w Doha liczyła tylko jednego zawodnika, biegacza Taha Hussein Yaseen.

## Skład reprezentacji

### Mężczyźni
| Zawodnik            | Konkurencja   | Eliminacje | Eliminacje | Półfinał | Półfinał | Finał | Finał   |
| Zawodnik            | Konkurencja   | Wynik      | Pozycja    | Wynik    | Pozycja  | Wynik | Pozycja |
| ------------------- | ------------- | ---------- | ---------- | -------- | -------- | ----- | ------- |
| Taha Hussein Yaseen | Bieg na 400 m | 46.58      | 31.        | DNQ      | DNQ      | DNQ   | DNQ     |